# Sti Fadma
Sti Fadma (franska: Sti Fadma (CR), Sti Fadma (Commune Rurale), arabiska: اوريكة) är en kommun i Marocko.   Den ligger i provinsen Al Haouz och regionen Marrakech-Safi, i den centrala delen av landet, 300 km söder om huvudstaden Rabat. Antalet invånare är 22 275.